# Froombosch
Froombosch (Dialekt groningski: Froombos), dawniej zwana Vroombosch – wieś w niderlandzkiej gminie Midden-Groningen, w prowincji Groningen.

## Etymologia
Obecna nazwa wsi wywodzi się od słowa Frimabus, wydrukowanego na mapie prowincji przez Nicolaasa Visschera około 1680 roku.

## Historia
Frommbosch powstała około 1900 roku z najbardziej wysuniętej na zachód części wsi Slochteren i najbardziej na wchód części Kolham.

## Geografia
Wieś Frommbosch leży na powierzchni 7,2km² w północnej części Holandii gminie Midden-Groningen, w prowincji Groningen.

## Demografia
Według spisu ludności z 2023 roku we wsi Frommbosch mieszkało 830 mieszkańców.